# Topovka
Topovka (en rus: Топовка) és un poble de l'óblast de Saràtov, a Rússia, segons el cens del 2010 tenia 84 habitants. Pertany al districte municipal de Líssie Gori.